# 拉瓦阿特热
拉瓦阿特热（法語：Laval-Atger）是法国洛泽尔省的一个市镇，属于芒德区（Mende）格朗德里厄县（Grandrieu）。该市镇总面积10.67平方公里，2009年时的人口为165人。

## 人口
拉瓦阿特热人口变化图示